# Смит, Анна Дивер
А́нна Ди́вер Смит (англ. Anna Deavere Smith; род. 18 сентября 1950, Балтимор, Мэриленд) — афроамериканская актриса, драматург и профессор. Известна своими ролями советника по национальной безопасности доктора Нэнси Макнелли в телесериале «Западное крыло» (2000–2006), администратора больницы Глории Акалитус в сериале Showtime «Медсестра Джеки» (2009–2015) и секретаря окружного суда США Тины Криссман в шоу ABC «Для людей» (2018–2019).
Смит является лауреатом премии Дороти и Лилиан Гиш (2013). В 2015 году Национальный фонд гуманитарных наук выбрал её «лектором Джефферсона». Она является директором-основателем Института искусств и гражданского диалога Нью-Йоркского университета.

## Ранний период жизни
Смит родилась в 1950 году в афроамериканской семье в Балтиморе, штат Мэриленд, в семье Анны Розалинды (урождённой Янг), директора начальной школы, и Дивера Янга Смита-младшего, торговца кофе. У неё есть четыре младших брата и сестры. Она начала ходить в школу вскоре после того, как город начал интегрировать государственные школы, и в младшие годы она посещала школы как с чернокожим, так и с белым большинством. Смит — выпускница исторической Западной средней школы, школы для девочек.
Смит училась актёрскому мастерству в Бивер-колледже (ныне Университет Аркадии), где она была одной из семи афроамериканок в своём классе, окончив его в 1971 году. Во время учёбы в колледже она начала идентифицировать себя как принадлежащую к чёрной расе. Позже она отправилась на Западное побережье для дипломной работы, получив степень магистра актёрского мастерства в Американском театре-консерватории в Сан-Франциско, Калифорния.

## Карьера

### Театр
В начале своей карьеры Смит появлялась во многих постановках, включая роль Госпожи Квикли во внебродвейской постановке шекспировских «Виндзорских весёлых жён» с Риверсайдской шекспировской труппой, продюсером которой были Джозеф Папп и Нью-Йоркский Шекспировский фестиваль. Действие этого спектакля происходит в Новом Орлеане, в Америке после Гражданской войны. Для этой роли Смит превратилась в «каджунскую женщину-вуду». В своих будущих работах она использовала свою способность брать на себя других персонажей. Находясь в самых разных ситуациях и в своего рода статусе аутсайдера, она внимательно наблюдала за людьми и их языком. Позже она рассказала Генри Луи Гейтсу-младшему, когда появлялась в его шоу «В поисках своих корней», что в начале своей актёрской карьеры ей было трудно найти работу, потому что люди не знали, как классифицировать её по этнической принадлежности для кастинга.
Смит наиболее известна как драматург и актриса благодаря своему стилю «документального театра», также называемому «дословным театром», в таких пьесах, как «Огни в зеркале» (1992) и «Сумерки: Лос-Анджелес, 1992» (1993). Оба показали Смит как единственного исполнителя множества и разнообразных персонажей, основываясь на интервью, которые она провела с многочисленными жителями и комментаторами в двух городах, где произошли беспорядки. За эти работы она два года подряд получала премию Drama Desk Award за выдающийся моноспектакль. Она взяла интервью у более чем 100 человек в рамках своего проекта «Огни в зеркале», посвящённого беспорядкам в Краун-Хайтс в 1991 году. В 1992 году она взяла интервью у около 300 человек в рамках своего исследования для создания «Сумерек: Лос-Анджелес, 1992», в котором речь шла о беспорядках в Лос-Анджелесе в 1992 году после оправдания полицейских, избивших Родни Кинга, — о событиях, заснятых на плёнку. Обе эти пьесы были построены исключительно на материале интервью.
В этом же стиле созданы пьесы авторства Смит «Домашний арест» (2000) и «Подведи меня полегче» (2008). «Let Me Down Easy», в котором исследуется устойчивость и уязвимость человеческого тела, дебютировал в театре Лонг-Уорф в январе 2008 года. Он также был показан в Американском репертуарном театре в сентябре и октябре 2008 года. Премьера переработанной версии шоу состоялась в Нью-Йорке Off-Broadway в театре Second Stage в октябре 2009 года. Он получил положительные отзывы и был продлён до января 2010 года. Это была показанная программа в рамках серии Great Performances на канале PBS 13 января 2012 года.
Смит дебютировала со своей пьесой «Аризонский проект» в Фениксе, штат Аризона, в ноябре 2008 года. Работа, в которой исследуются «отношения женщин к правосудию и закону», была заказана ей Брюсом Фергюсоном, директором Future Arts Research (FAR), в рамках новой исследовательской программы, проводимой в Университете штата Аризона в Фениксе.
В 2009 году Смит был постоянным художником Центра американского прогресса.
Весной 2012 года Смит стала первым художником-резидентом в соборе Грейс в Сан-Франциско, программе, основанной преподобной Джейн Шоу, настоятелем собора Грейс, которая разделяла видение Смита о «объединении искусства и религии».
По заказу собора Грейс и Фонда Кокейна Смит написала и поставила пьесу «О благодати», основанную на интервью, посвященных значению Божьей благодати. Выступления сопровождал американский виолончелист Джошуа Роман.

### Кино и телевидение
Смит снялась в нескольких фильмах, в том числе «Филадельфия» (1993), «Дэйв» (1993), «Американский президент» (1995), «Аренда» (2005) и «Рэйчел выходит замуж» (2008).
У неё были повторяющиеся роли в сериале «Практика» (2000) и роль доктора Нэнси МакНелли в «Западном крыле» (2000–06). Смит также появилась в роли администратора больницы Глории Акалитус в мрачном комедийном сериале Showtime «Медсестра Джеки», премьера которого состоялась в июне 2009 года. В начале своей телевизионной карьеры она появилась в многолетней мыльной опере «Все мои дети» в повторяющейся роли «Хейзел, девчонки-шампуня».
В феврале 2014 года Смит появилась в качестве наставника в фильме «Анна Дивер Смит: мастер-класс YoungArts», являющемся частью документального сериала HBO «Мастер-класс».
В 2015 году Смит появилась в качестве гостя доктора Генри Луи Гейтса-младшего в телешоу PBS «В поисках своих корней». Впервые ей открылось её происхождение в Америке: она происходила из длинного рода свободных цветных людей. Самые поразительные факты были связаны с её прапрадедом Бэзилом Биггсом, который родился в 1820 году в Мэриленде. Он и его жена Мэри были внесены в перепись населения США 1850 года как свободные. Его профессия была указана как ветеринар. В 1858 году он перевёз жену и четверых детей в Пенсильванию и решил поселиться в Геттисберге. Еще одна заслуживающая внимания статья была найдена в «Кливлендской газете» (1892 г.), в которой Бэзил Биггс назывался «самым богатым афроамериканцем в Геттисберге», упоминался его большой дом на 120 акрах. 41% европейского происхождения Смит происходит из Великобритании, с отдалёнными скандинавскими, финскими, русскими, итальянскими и греческими корнями.
В начале 2017 года Смит работала с Мелиссой Маккарти в фильме «Сможете ли вы меня когда-нибудь простить?» В Нью-Йорке они вместе сняли одну сцену, в которой их персонажи впервые ненадолго воссоединяются после давнего разрыва отношений. Персонаж, исполняемый Смит — университетский профессор литературы. В октябре 2018 года этот фильм распространялся в кинотеатрах компанией Fox Searchlight Pictures.
В 2022 году Смит сыграла роль второго плана Мод в сериале Netflix «Изобретая Анну».

### Преподавание
Смит преподаёт на факультете искусства и государственной политики Школы искусств Тиша Нью-Йоркского университета. В 1986 году она поступила на факультет Школы драматического искусства Университета Южной Калифорнии. С 1990 по 2000 год она была профессором факультета драмы в Стэнфордском университете, а до этого преподавала в Университете Карнеги-Меллон. Она также преподаёт в Школе права Нью-Йоркского университета.

### Писатель
- В 2000 году Смит опубликовала свою первую книгу «Поговори со мной: путешествия в СМИ и политике» в издательстве Random House. (Она была опубликована в мягкой обложке в 2001 году.)
- В 2006 году она выпустила «Письма молодому художнику: прямые советы о том, как построить жизнь в искусстве – для актеров, исполнителей, писателей и художников всех мастей».

## Награды
Как драматург, Смит была номинирована на Пулитцеровскую премию в области драмы в 1993 году за фильм «Огни в зеркале», который принёс ей премию Drama Desk Award за выдающийся моноспектакль. В 1994 году за фильм «Сумерки» она была номинирована на две премии «Тони»: одну за лучшую женскую роль и другую за лучшую пьесу. Спектакль принёс ей премию Drama Desk Award за выдающееся сольное исполнение и премию Theatre World Award.
Смит был одним из получателей стипендии Макартура в 1996 году, которую часто называют «грантом гения». В 2006 году она также выиграла стипендию Фонда Флетчера за вклад в решение проблем гражданских прав, а также премию Matrix Award 2008 от New York Women in Communications, Inc. В 2009 году она выиграла премию Fellow Award в театральном искусстве от художников США.
Она получила почётные степени Университета Лойолы Мэримаунт, Дартмутского колледжа, Суортмор-колледжа, Пенсильванского университета, Спелман-колледжа, Аркадийского университета, Бейтс-колледжа, Смит-колледжа, Скидмор-колледжа, колледжа Св. Олафа, колледжа Макалестер, Западного колледжа, Института Пратта, Холи Кросс-колледж, Хаверфорд-колледж, Уэслианский университет, Школа визуальных искусств, Северо-Западный университет, Колгейтский университет, Калифорнийский государственный университет в Сакраменто, Университет Северной Каролины в Чапел-Хилл, Колледж Уилок, Колледж Уильямс, Йельский университет, и Союз Купера.
Правление Объединенного сольного театрального фестиваля удостоило её награды за выдающуюся сольную исполнительницу во время первого выпуска в ноябре 2010 года.
Смит выиграла Премию Дороти и Лилиан Гиш (2013), одну из самых богатых премий в американском искусстве с вознаграждением в 300 000 долларов.
В 2013 году она получила Национальную гуманитарную медаль 2012 года от президента Барака Обамы. В 2015 году Национальный фонд гуманитарных наук выбрал её для участия в лекции Джефферсона, — высшей награде федерального правительства США за достижения в области гуманитарных наук, и прочитала лекцию под названием «В дороге: поиск американского характера».
В 2019 году она была избрана членом Американской академии искусств и наук.

## Работы

### Фильмы
| Год     | Заголовок                                 | Роль                 | Примечания                                              |
| ------- | ----------------------------------------- | -------------------- | ------------------------------------------------------- |
| 1982 г. | Суп на одного                             | Дебора               |                                                         |
| 1983 г. | Тронутый                                  | Телефонистка         |                                                         |
| 1987 г. | Незаконченное дело                        | Анна                 |                                                         |
| 1993 г. | Дэйв                                      | миссис Трэвис        |                                                         |
| 1993 г. | Филадельфия                               | Антея Бертон         |                                                         |
| 1995 г. | Американский президент                    | Робин МакКолл        |                                                         |
| 2000 г. | Сумерки: Лос-Анджелес, 1992 год.          | Различные            | Сценарист и продюсер; экранизация пьесы Смита 1994 года |
| 2003 г. | Человеческое пятно                        | миссис Силк          |                                                         |
| 2004 г. | Маньчжурский кандидат                     | Политический эксперт |                                                         |
| 2005 г. | Плачущий волк                             | Директор Тинсли      |                                                         |
| 2005 г. | Арендовать                                | миссис Джефферсон    |                                                         |
| 2007 г. | Королевство                               | Маричелла Канавесио  |                                                         |
| 2007 г. | Жизненная поддержка                       | миссис Уоллес        |                                                         |
| 2008 г. | Рэйчел выходит замуж                      | Кэрол                |                                                         |
| 2010 г. | В поисках справедливости: Гринсборо 4     | Рассказчик           |                                                         |
| 2018 г. | Сможешь ли ты меня когда-нибудь простить? | Элейн                |                                                         |
| 2021 г. | Флора и Улисс                             | Доктор Мишам         |                                                         |
| 2021 г. | Здесь сегодня                             | Доктор Видор         |                                                         |
| 2023 г. | Призрачный                                | Клаудия Йейтс        |                                                         |

### Телевидение
| Год       | Заголовок                                                                                   | Роль                               | Примечания                                              |
| --------- | ------------------------------------------------------------------------------------------- | ---------------------------------- | ------------------------------------------------------- |
| 1983 год  | Все мои дети                                                                                | Хейзел                             |                                                         |
| 1997 год  | Американский опыт                                                                           | Рассказчик                         | Эпизод: «Последняя королева Гавайев»                    |
| 2000 г.   | Практика                                                                                    | Кейт Бруннер                       | 4 серии                                                 |
| 2000–2006 | Западное крыло                                                                              | Доктор Нэнси МакНелли              | 20 серий                                                |
| 2001 г.   | 100 Центральная улица                                                                       | г-жа Дэвис                         | Эпизод: «Ни одно доброе дело не остается безнаказанным» |
| 2001 г.   | Жизнь 360                                                                                   | Сама                               | Эпизод: «Шесть степеней разделения»                     |
| 2002 г.   | Президио Мед                                                                                | Доктор Летти Джордан               | 4 серии                                                 |
| 2009–2015 | Медсестра Джеки                                                                             | Глория Акалитус                    | 78 серий                                                |
| 2013      | Главный хирург                                                                              | вице-президент                     | телефильм                                               |
| 2014 год  | Анна Дивер Смит: мастер-класс YoungArts                                                     | Сама / Наставник                   | Документальный                                          |
| 2015–2022 | Черноватый                                                                                  | Алисия                             | 10 серий                                                |
| 2015 год  | Госпожа секретарь                                                                           | Генеральный прокурор Мэри Кэмпбелл | Эпизод: «Тамерлан»                                      |
| 2016 год  | Закон и порядок: Отделение для особых жертв                                                 | Надзиратель Люсиль Фентон          | Эпизод: «Общенациональная охота»                        |
| 2016 год  | Легенды завтрашнего дня                                                                     | Чай-Ара (воплощение XIX века)      | Эпизод: «Великолепная восьмерка»                        |
| 2016 год  | Конь БоДжек                                                                                 | Бетти Брюс                         | Эпизод: «Остановите прессу»                             |
| 2016 год  | Берлинский вокзал                                                                           | Полиграфолог                       | Эпизод: «Ложно-отрицательный»                           |
| 2018–2019 | Для людей                                                                                   | Тина Криссман                      | 20 серий                                                |
| 2020 год  | Специальное предложение в западном крыле, которое принесёт пользу, когда мы все проголосуем | Нэнси МакНелли                     | ТВ специальный                                          |
| 2022 год  | Изобретая Анну                                                                              | Мод                                | 8 серий                                                 |

### Театр
| Год        | Заголовок                                                            | Роль                     | Расположение                                                        | Примечания                                       |
| ---------- | -------------------------------------------------------------------- | ------------------------ | ------------------------------------------------------------------- | ------------------------------------------------ |
| 1974 год   | Горацио                                                              | Дикарь                   | Американский театр-консерватория                                    |                                                  |
| 1976 год   | Альма, призрак Спринг-стрит                                          | Мари Лаво                | Клуб экспериментального театра «Ла МаМа»                            |                                                  |
| 1980 год   | Мать Мужество и её дети                                              | Женщина кайова / Их дети | Нью-Йоркский Шекспировский фестиваль                                |                                                  |
| 1982–1983  | На дороге                                                            |                          | Театр «Чистое пространство» «Репертуарный театр Беркли»             |                                                  |
| 1983 год   | Веселые жены Виндзора                                                | Госпожа быстро           |                                                                     | Вне Бродвея                                      |
| 1983 год   | День рождения и туфли тети Джулии                                    |                          | Галерея Уорд-Насс                                                   | Оригинальные стихи                               |
| 1983 год   | Тартюф                                                               | Дорин                    | Театральный центр Гева                                              |                                                  |
| 1984 г.    | Чарлейн Хантер Голт                                                  |                          | Галерея Уорд-Насс                                                   |                                                  |
| 1984 г.    | Да, да, да, я интегрирован                                           |                          | Американский театр Плейс                                            |                                                  |
| 1985 год   | Строим мосты, а не стены                                             |                          | Национальная конференция женщин и закона                            |                                                  |
| 1986 год   | В дороге, ACT                                                        |                          | Американский театр-консерватория                                    |                                                  |
| 1988 год   | Голоса женщин района Залива                                          |                          | Театр Феникс, Сан-Франциско Американский театр-консерватория        |                                                  |
| 1988 год   | Хлорофилловый постмодернизм и богиня-мать / Беседа                   |                          | Космополитический театр Хана                                        |                                                  |
| 1992 год   | Огонь в зеркале                                                      | Различные                | Общественный театр                                                  | Писатель; моноспектакль                          |
| 1994 г.    | Сумерки: Лос-Анджелес, 1992 год.                                     | Различные                | Театр Корт                                                          | Писатель; моноспектакль                          |
| 1997, 1999 | Домашний арест                                                       |                          | Арена-сцена Марк Тейпер Форум                                       | Писатель                                         |
| 2008 год   | Аризонский проект                                                    | Различные                | Театральный центр Гербергера                                        | Писатель; моноспектакль                          |
| 2008–10    | Подведи меня легко                                                   | Различные                | Театр Лонг-Уорф Американский репертуарный театр Вторая сцена театра | Писатель; моноспектакль                          |
| 2014 год   | О благодати                                                          | Различные                | Театр Харрис                                                        | Писатель; сотрудничество с Джошуа Романом        |
| 2015 год   | Восстановление благодати перед лицом невзгод                         | Различные                |                                                                     | Персональное шоу                                 |
| 2015 год   | Никогда не сдавайся                                                  |                          | Широкая сцена                                                       | Персональное шоу                                 |
| 2015 год   | Заметки с места: Обучение в сфере образования — Калифорнийская глава | Различные                | Репертуарный театр Беркли                                           | Персональное шоу                                 |
| 2016 год   | Заметки с поля: время, проведенное в образовании                     | Различные                | Американский репертуарный театр                                     | Персональное шоу                                 |
| 2016 год   | Заметки с поля: время, проведенное в образовании                     | Различные                | Вторая сцена театра                                                 | Персональное шоу Специальная награда Obie Awards |

## References
1. ↑  Internet Movie Database (англ.) — 1990.
2. ↑  Anna Deavere Smith // Internet Broadway Database (англ.) — 2000.
3. ↑  Smith J. C. Notable Black American Women
4. ↑  http://famousdude.com/22462-anna-deavere-smith.html
5. ↑  https://archive.org/details/womenplaywrights00pete/page/306
6. ↑  Schechner, Richard (Fall 2018). There's a lot of work to do to turn this thing around: An Interview with Anna Deavere Smith. TDR/The Drama Review (англ.). 62 (3): 35–50. doi:10.1162/dram_a_00771.
7. ↑  About the IACD. Дата обращения: 3 августа 2018. Архивировано из оригинала 17 июня 2019 года.
8. ↑  Wynn Rousuck, J. (25 апреля 1993). Anna Deavere Smith brings play to public TV. The Baltimore Sun. Архивировано 3 января 2014. Дата обращения: 3 января 2014.
9. ↑  Smith, Anna Y. The Baltimore Sun. 19 сентября 2003. Архивировано 3 января 2014. Дата обращения: 3 января 2014.
10. 1 2 3 4  Henry Louis Gates, Jr. Finding Your Roots, Season 2: The Official Companion to the PBS Series. — 2016-01-28. — ISBN 978-1469626192.:115–120
11. 1 2  Asking Questions with Anna Deavere Smith. Arena Stage. Дата обращения: 8 марта 2014. Архивировано из оригинала 8 марта 2014 года.
12. ↑  Wynn Rousuck, J. (10 февраля 1999). Making right from wrongs. The Baltimore Sun. Архивировано 3 января 2014. Дата обращения: 3 января 2014.
13. 1 2 3  Ferington, Esther. Anna Deavere Smith. National Endowment for the Humanities. Дата обращения: 3 января 2014. Архивировано 29 сентября 2013 года.
14. ↑  Sterritt, David (21 июля 1983). How many liberties can you take with the Bard?. The Christian Science Monitor. Архивировано 3 января 2014. Дата обращения: 3 января 2014.
15. ↑  O'Haire, Patricia (26 июля 1983). "Wives of Windsor" make merry in city parks. Daily News. New York.
16. 1 2  Johnson, Reed (25 апреля 2012). Anna Deavere Smith revisits 'Twilight: Los Angeles, 1992'. Los Angeles Times. Архивировано 4 января 2014. Дата обращения: 3 января 2014.
17. ↑  Lipton, Brian Scott (7 декабря 2007). Anna Deavere Smith's Let Me Down Easy to Premiere at Long Wharf. Theater Mania. Архивировано 30 октября 2013. Дата обращения: 3 января 2014.
18. ↑  American Repertory Theater presents Let Me Down Easy written and performed by Anna Deavere Smith. American Repertory Theater. 4 августа 2008. Архивировано 30 октября 2013. Дата обращения: 21 февраля 2014.
19. ↑  Healy, Patrick (7 апреля 2009). Playwright Finds a New Stage Home in New York. The New York Times. Архивировано 11 декабря 2014. Дата обращения: 3 января 2014.
20. ↑  "'Let Me Down Easy Reviews" Архивная копия от 8 июля 2011 на Wayback Machine criticometer.blogspot.com, October 8, 2009.
21. ↑  Arboleda, Yazmany (23 декабря 2009). Let Me Down Easy. The Huffington Post. Архивировано 15 августа 2016. Дата обращения: 8 января 2009.
22. ↑  Jones, Kenneth (5 ноября 2008). Anna Deavere Smith's Arizona Project, About Women in Justice System, Dawns in AZ Nov. 5. Playbill. Архивировано из оригинала 3 января 2014. Дата обращения: 3 января 2014.
23. ↑  Anna Deavere Smith Joins the Center for American Progress as Artist-In-Residence. Center for American Progress. 27 апреля 2009. Архивировано 3 января 2014. Дата обращения: 21 февраля 2014.
24. ↑  Harmanci, Reyhan (10 февраля 2012). Mixing Art and Religion for a Loving Reunion. The New York Times. Архивировано 16 февраля 2012. Дата обращения: 3 января 2014.
25. ↑  Dusenbery, Lisa (16 декабря 2011). Anna Deavere Smith at Grace Cathedral. The Rumpus. Архивировано 3 января 2014. Дата обращения: 3 января 2014.
26. ↑  Krasny, Michael, "Art and Spirituality at Grace Cathedral" Архивировано {{{2}}}., Forum with Michael Krasny, KQED, February 1, 2012
27. ↑  "Announcing Our First Artist in Residence: Anna Deavere Smith" Архивировано 3 января 2014 года. gracecathedral.org, December 13, 2011.
28. ↑  Arobateau, Red Jordan, "Red and Anna Deavere Smith" Архивная копия от 23 ноября 2023 на Wayback Machine, Red Jordan Arobateau Blog, February 23, 2012.
29. ↑  Franco, Jean "On Grace – Anna Deavere Smith" Архивная копия от 23 ноября 2023 на Wayback Machine
30. ↑  Starr, Michael (30 июня 2008). Nurse' Edie. New York Post. Архивировано 23 апреля 2009. Дата обращения: 3 января 2014.
31. ↑  Obenson, Tambay A. (12 февраля 2014). HBO Documentary 'Anna Deavere Smith: A YoungArts Masterclass' Debuts Feb. 17 (Watch Preview). Indiewire. Архивировано из оригинала 6 апреля 2014. Дата обращения: 11 марта 2014.
32. ↑  Public Broadcasting System television series, Season 2, Episode 3: Finding Your Roots
33. ↑  Henry Louis Gates Jr. Finding Your Roots, Season 2: The Official Companion to the PBS Series. — University of North Carolina Press.
34. ↑  Rabinowitz, Paula (16 апреля 2005). Introduction to Anna Deavere Smith, "Snapshots: Glimpses of America in Change". University of Minnesota. Архивировано из оригинала 24 июня 2010. Дата обращения: 3 января 2014.
35. 1 2  Anna Deavere Smith. Tisch School of the Arts. New York University. Дата обращения: 21 февраля 2014. Архивировано из оригинала 28 февраля 2014 года.
36. 1 2 3  Landis, Alysha (5 сентября 2011). Actor, playwright and professor Anna Deavere Smith to present keynote address Sept. 13. Goshen College. Архивировано 3 января 2014. Дата обращения: 3 января 2014.
37. ↑  Barbara Block, Anna Deavere Smith win MacArthur grants. Stanford University. 17 июня 1996. Архивировано 3 января 2014. Дата обращения: 3 января 2014.
38. ↑  Hetrick, Adam (31 декабря 2007). Anna Deavere Smith Among 2008 Matrix Award Recipients. Playbill. Архивировано из оригинала 3 января 2014. Дата обращения: 3 января 2014.
39. ↑  Yale awards 12 honorary degrees at 2014 graduation. Yale University. 19 мая 2014. Архивировано 13 июня 2015. Дата обращения: 22 августа 2014.
40. ↑  Tran, Diep (22 ноября 2010). United Solo Festival Winners Announced. Backstage. Архивировано 3 января 2014. Дата обращения: 3 января 2014.
41. ↑  Boehm, Mike (18 января 2013). Anna Deavere Smith wins $300,000 Dorothy and Lillian Gish Prize. Los Angeles Times. Архивировано 4 января 2014. Дата обращения: 3 января 2014.
42. ↑  President Obama to Award 2012 National Medal of Arts and National Humanities Medal. The White House. 3 июля 2013. Архивировано 20 февраля 2024. Дата обращения: 3 января 2014.
43. ↑  Schuessler, Jennifer (19 февраля 2015). Anna Deavere Smith to Deliver Jefferson Lecture. The New York Times. Архивировано 2 апреля 2015. Дата обращения: 28 февраля 2015.
44. ↑  Anna Deavere Smith. National Endowment for the Humanities. National Endowment for the Humanities. Дата обращения: 23 ноября 2023. Архивировано 9 октября 2023 года.
45. ↑  New 2019 Academy Members Announced (17 апреля 2019). Дата обращения: 23 ноября 2023. Архивировано 10 июля 2019 года. She was awarded the League of Professional Theatre Women's Rachel Crothers Leadership Award in 2023.
46. ↑  N'Duka, Amanda. Penn Badgley, Tony Winner Laura Benanti Join Billy Crystal & Tiffany Haddish In 'Here Today'. Deadline Hollywood (7 октября 2019). Дата обращения: 4 октября 2019. Архивировано 7 октября 2019 года.
47. ↑  Law & Order: Special Victims Unit. The Futon Critic. Дата обращения: 3 марта 2016.
48. ↑  Norder, Virginia (16 марта 2015). Deavere Smith opens IMPACT with one-woman play. The Vanderbilt Hustler. Архивировано из оригинала 24 марта 2015. Дата обращения: 18 марта 2015.
49. ↑  Byrd, Craig (15 апреля 2015). Curtain Call: Anna Deavere Smith Examines Race Relations in Her New Play. Los Angeles. Архивировано 16 апреля 2015. Дата обращения: 16 апреля 2015.
50. ↑  Fancher, Lou (8 июля 2015). Chatting with Anna Deavere Smith. SF Weekly. Архивировано 10 июля 2015. Дата обращения: 10 июля 2015.
51. ↑  Goodwin, Jeremy D. (18 августа 2016). In 'Notes From the Field' at ART, Anna Deavere Smith intends to educate and engage. Boston Globe. Архивировано 16 сентября 2016. Дата обращения: 6 сентября 2016.

## Внешние ссылки
- Официальный сайт (англ.)
- Проекты Анны Дивер Смит (англ.)
- Anna Deavere Smith PBS Now, 2006
- Anna Deavere Smith at TED 
  - TED Talk: Anna Deavere Smith: Four American characters (TED2005)
- Speech by Anna Deavere Smith at Bates College Commencement 2007 на YouTube
- Smith Weaves Multiple Stories of Healthcare Struggles into New Solo Performance – video report by Democracy Now!